# Secma F16

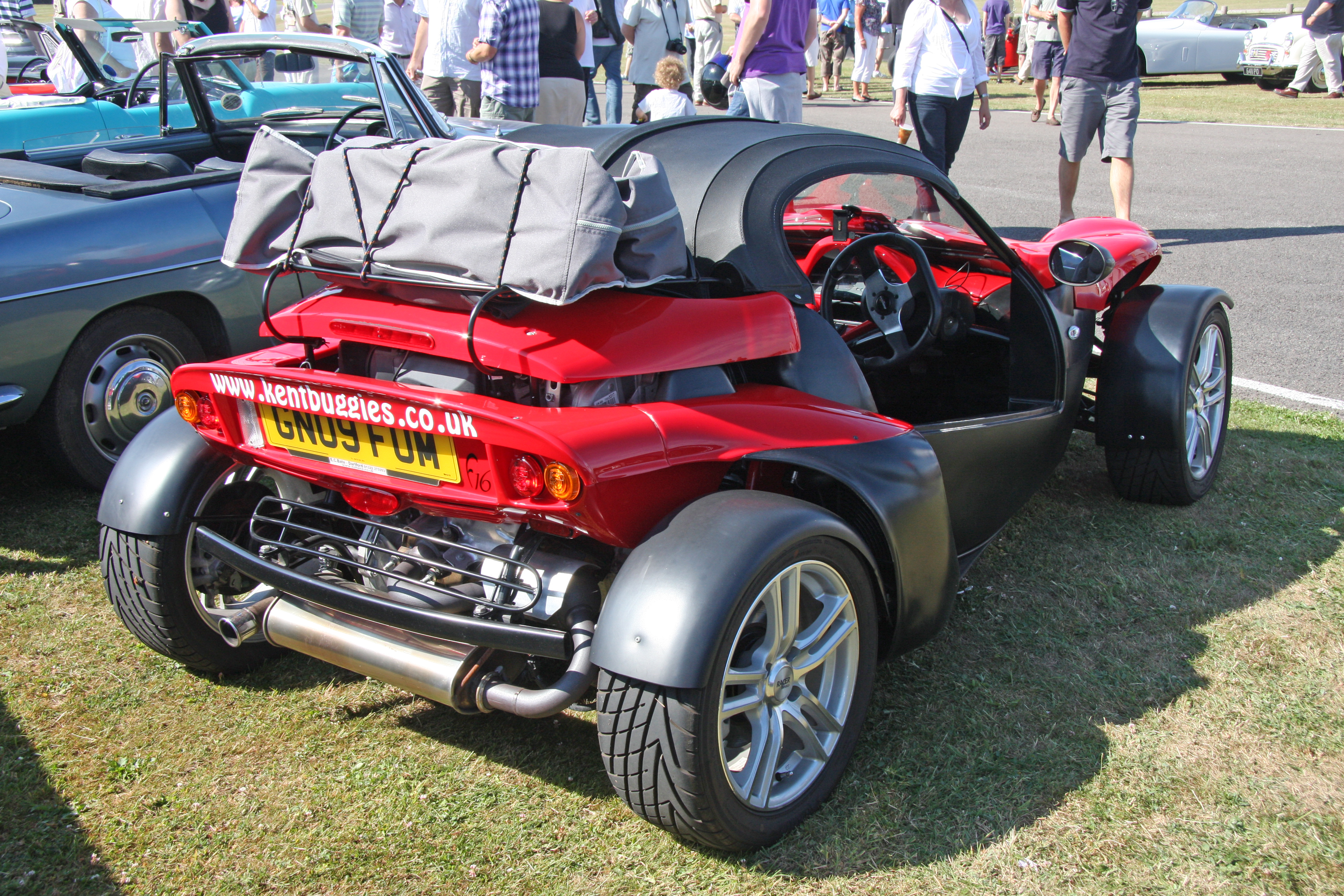
Heckansicht

Der Secma F16 ist ein seit 2009 gebautes Fahrzeug des französischen Automobilherstellers Secma. Der Zweisitzer verfügt über kein festes Dach und keine festen Türen. Den Antrieb übernimmt ein 1,6-Liter-Vierzylinder-Ottomotor von Renault, der auch im Mégane III zum Einsatz kam. Der Neupreis des F16 betrug 2015 für Deutschland 19.600 €.
Auf dem Genfer Auto-Salon 2016 wurde der 33 Zentimeter längere Secma F16 Turbo vorgestellt.

## Technische Daten
|                                             | F16                   |                       |
| Bauzeitraum                                 | 2009–2024             | seit 2024             |
| Motorkenndaten                              |                       |                       |
| Motortyp                                    | R4-Ottomotor          | R4-Ottomotor          |
| Hubraum                                     | 1598 cm³              | 1598 cm³              |
| max. Leistung bei min−1                     | 77 kW (105 PS) / 5750 | 85 kW (115 PS) / 5600 |
| max. Drehmoment bei min−1                   | 148 Nm / 3750         | 156 Nm / 4000         |
| Kraftübertragung                            |                       |                       |
| Antrieb                                     | Hinterradantrieb      | Hinterradantrieb      |
| Getriebe, serienmäßig                       | 5-Gang-Schaltgetriebe | 5-Gang-Schaltgetriebe |
| Messwerte                                   |                       |                       |
| Höchstgeschwindigkeit                       | 180 km/h              | 180 km/h              |
| Beschleunigung, 0–100 km/h                  | 5,9 s                 | 5,9 s                 |
| Kraftstoffverbrauch auf 100 km (kombiniert) | 5,9 l Super           | 5,9 l Super           |
| CO2-Emissionen (kombiniert)                 | 131 g/km              | 135 g/km              |
| Tankinhalt                                  | 26 l                  | 26 l                  |